# 內斯克伊斯塔澤
內斯克伊斯塔澤（冰島語發音：[ˈnɛsˌkʰœipˌstaːðʏr̥]）是冰島東部區菲亚扎比格兹市镇内的城鎮，位於該國東部，主要經濟活動是魚品加工業，鎮上的人口在二十世紀九十年代曾大幅減少，2021年人口為1,450。

## 外部連結
- 菲亚扎比格兹市镇官方网站 （冰岛语）